# François Fédier
Cet article possède un paronyme, voir Fedi.
François Fédier (Asnières, 17 décembre 1935 - Paris 15e, 28 avril 2021,) est un philosophe français.

## Biographie
Élève de Jean Beaufret dès 1955, il se consacre, à partir de 1958, à la traduction de textes de Martin Heidegger qu'il a côtoyé pendant presque vingt ans. Professeur agrégé de philosophie, il enseigne à partir de 1969, à la suite de Michel Deguy, en lettres supérieures puis en première supérieure au lycée Pasteur, jusqu'à sa retraite en 2001. Il a également traduit plusieurs poèmes et textes importants de Friedrich Hölderlin. Il a été notamment le professeur d'une nouvelle génération de philosophes comme Hadrien France-Lanord, Philippe Arjakovsky ou encore Fabrice Midal. Il dirige la traduction en cours des œuvres complètes (Gesamtausgabe-G.A.) de Heidegger aux éditions Gallimard.
Dans la brève notice qui lui est consacrée dans le Dictionnaire Martin Heidegger (Cerf, 2014), coédité par lui, le traducteur et philosophe Pascal David conclut : « S'il y a bien, au sens positif du terme, ce qu'on appelle une « réception » de Heidegger en France, il n'en est pas seulement l'axe. Il en est l'âme. »
François Fédier est décédé à Paris le 28 avril 2021, à l’âge de 85 ans,. Le volume 91 de l'édition intégrale des œuvres de Heidegger, publié en 2022, lui est dédié.

## Polémique
La traduction qu'il fait de l'ouvrage de Heidegger intitulé Beiträge zur Philosophie (1939), qui paraît en 2013 en France aux éditions Gallimard sous le titre Apports à la philosophie. De l'avenance, est sujette à certaines critiques. Elles font écho à celles qui suivirent la parution française de Être et Temps en 1986 dans la traduction de François Vezin. Sous le pseudonyme de « Michel Cluot », un critique évoque sur Slate une traduction « illisible et inutilisable, qui demandera à être intégralement refaite dès que les œuvres de Heidegger seront tombées dans le domaine public ». Robert Maggiori se demande dans Libération : « Certes, traduire Heidegger est comme grimper l’Everest en shorts et baskets, mais quand même : pourquoi faut-il ajouter la complication à la complexité ? ». Au contraire, pour Nicolas Plagne, elle est admirable : « Fédier déploie son talent de traducteur inspiré des vieux poètes français ». Car « qui a dit que lire Heidegger devait être facile ? ». Le traducteur a lui-même prévenu : « II ne faut pas trop craindre de n'être pas compris : l'essentiel est d'avoir tout fait, rigoureusement et loyalement, pour être compréhensible ».

### Publications principales
- Interprétations, Paris, Presses universitaires de France, 1985.
- Heidegger, Anatomie d'un scandale, Paris, Robert Laffont, 1988.
- Regarder voir, Paris, Les Belles Lettres-Archimbaud, 1995.
- Soixante-deux photographies de Martin Heidegger, Paris, Gallimard, 1999.
- L'Art en liberté : Aristote, Baudelaire, Proust, Flaubert, Cézanne, Kant, Matisse, Heidegger, Paris, Pocket, 2006, coll. "Agora".
- Voix de l'ami, Paris, Éditions du Grand Est, 2007.
- Heidegger, à plus forte raison, Paris, Fayard, 2007.
- L'Imaginaire, Paris, Éditions du Grand Est, 2009.
- Entendre Heidegger et autres exercices d'écoute, Paris, Le Grand Souffle, 2008; rééd., Paris, Pocket, coll. "Agora", 2013.
- L'Humanisme en question : pour aborder la lecture de la 'Lettre sur l'humanisme' de Martin Heidegger, Paris, Le Cerf, 2012.
- Philippe Arjakovsky, François Fédier et Hadrien France-Lanord (dir.), Le Dictionnaire Martin Heidegger : Vocabulaire polyphonique de sa pensée, Paris, Éditions du Cerf, 2013, 1450 p. (ISBN 978-2-204-10077-9)
- Tenir / Entretenir / S'Entretenir, À Nul Fur, Abbeville, 2019, 180 p.

Cinq volumes de ses cours de philosophie donnés en hypokhâgne et en khâgne au lycée Pasteur (Neuilly) ont paru aux éditions Lettrage :
- L'Art : deux cours, une conférence, une dissertation, 2000.
- La Raison ; Note sur la norme ; Pour commencer à lire le "Phèdre" de Platon, 2001.
- Leibniz : deux cours : "Principes de la nature et de la grâce fondés en raison", "Monadologie", 2002.
- La Métaphysique, la finalité, le bonheur, le modèle, 2003 ; rééd., Paris, Pocket, 2012, coll. "Agora".
- Martin Heidegger : le temps, le monde, 2005 ; rééd., Paris, Pocket, 2010, coll. "Agora".
- Le Ménon. Quatre cours, cinquante et une explications de texte, 2011.

### Traductions
- Beda Allemann, Hölderlin et Heidegger : recherche de la relation entre poésie et pensée, PUF, Paris, 1959 (2e éd. PUF, Paris, 1987)
- Hölderlin, Remarques sur Œdipe - Remarques sur Antigone, Union Générale d'Editions (Bibliothèque 10/18), 1965. Traduction reprise dans Hölderlin, Œuvres [sous la dir. de Philippe Jaccottet], Gallimard, Bibliothèque de la Pléiade, Paris, 1967
- Hölderlin, Douze poèmes, la Différence, Paris, 1989
- Heidegger, "Comme au jour de fête", in Approche de Hölderlin, Gallimard, Paris, 1962
- Heidegger, "Terre et ciel de Hölderlin", in Approche de Hölderlin, Gallimard, Paris, 1962
- Heidegger, "Le poème", in Approche de Hölderlin, Gallimard, Paris, 1962
- Heidegger, "Ce qu'est et comment se détermine la Physis", in Questions II, Gallimard, Paris, 1968
- Heidegger, "Temps et être", in Questions IV, Gallimard, Paris, 1976
- Heidegger, "La fin de la philosophie et la tâche de la pensée", in Questions IV, Gallimard, Paris, 1976
- Heidegger, "L'art et l'espace", in Questions IV, Gallimard, Paris, 1976
- Heidegger, "La parole", in Acheminement vers la parole, Gallimard, Paris, 1976
- Heidegger, "Le déploiement de la parole", in Acheminement vers la parole, Gallimard, Paris, 1976
- Heidegger, "D'un entretien de la parole. Entre un Japonais et un qui demande", in Acheminement vers la parole, Gallimard, Paris, 1976
- Heidegger, "Le chemin vers la parole", in Acheminement vers la parole, Gallimard, Paris, 1976
- Heidegger, "Séminaire de Zurich, 6 novembre 1951", in Po&sie, n°13, 1980
- Heidegger, "Les principes de la pensée" in Michel Haar (éd.), Martin Heidegger, L'Herne, Paris, 1983.
- Heidegger, Les Hymnes de Hölderlin : "La Germanie" et "Le Rhin", Gallimard, Paris, 1988 (avec Julien Hervier)
- Heidegger, Écrits politiques : 1933-1966, Gallimard, Paris, 1995
- Heidegger, "Apports à la philosophie. §§ 238-242", in Po&sie, n°81, 1997
- Heidegger, Apports à la philosophie : De l'avenance, Gallimard, Paris, 2013.
- Heidegger, Réflexions II-VI (Cahiers Noirs, 1931-1938), Gallimard, Paris, 2018.

### Sur François Fédier
- La Fête de la pensée. Hommage à François Fédier, Lettrage Distribution, Paris, 2001, sous la direction de Hadrien France-Lanord et de Fabrice Midal.